# ورخنی فیاگدون
ورخنی فیاگدون (به لاتین: Verkhny Fiagdon) یک منطقهٔ مسکونی در روسیه است که در اوستیای شمالی-آلانیا واقع شده‌است.